# ピューリッツァー賞 ニュース速報報道部門
ピューリッツァー賞 ニュース速報報道部門（ピューリッツァーしょう ニュースそくほうほうどうぶもん、Pulitzer Prize Breaking News Reporting）はピューリッツァー賞の部門の一つ。優れたニュース速報報道に与えられる。

## 名称の変遷
この部門の名前は何度も変更されており、1953年から1963年まではLocal Reporting、1964年から1984年はLocal General or Spot News Reporting、1985年から1990年まではGeneral News Reporting、1991年から1997年まではSpot News Reportingという名前であった。

## 受賞
| 年   | 受賞者   | 所属                             | 内容 |
| ---- | -------- | -------------------------------- | --- |
| 1998 | スタッフ | ロサンゼルス・タイムズ           | ノースハリウッド銀行強盗事件の銃撃戦報道に対して。                                                                         |
| 1999 | スタッフ | ハートフォード・クーラント       | コネティカット州の宝くじ売り場で働く人物が銃を乱射した事件の報道に対して。この事件で4人が亡くなった。                      |
| 2000 | スタッフ | デンバー・ポスト                 | コロンバイン高校銃乱射事件に関する報道に関して。                                                                           |
| 2001 | スタッフ | マイアミ・ヘラルド               | キューバからの難民の息子であるエリアン・ゴンザレスが連邦捜査官により強制的に身柄確保された件に関する報道に対して。         |
| 2002 | スタッフ | ウォール・ストリート・ジャーナル | 世界貿易センタービルへの攻撃に関する報道に対して。                                                                         |
| 2003 | スタッフ | イーグル・トリビューン           | マサチューセッツ州のメリマック川で溺れた4人の少年の報道に対して。                                                          |
| 2004 | スタッフ | ロサンゼルス・タイムズ           | 南カリフォルニアの人口密集地が危険に晒された大規模な山火事に関する報道に対して。                                           |
| 2005 | スタッフ | スター・レッジャー               | ニュージャージー州の州知事Jim McGreeveyがカミングアウトの後に辞任した件に関する報道に対して。                              |
| 2006 | スタッフ | タイムズ＝ピカユーン             | ハリケーン・カトリーナで被災しながらも、勇敢に取材し続けたことに対して。                                                   |
| 2007 | スタッフ | オレゴニアン                     | オレゴン州の雪山で遭難した男性スキーヤーの捜索活動をねばり強く報道したことに対して。なお、遭難した男性は亡くなっている。   |
| 2008 | スタッフ | ワシントン・ポスト               | バージニア工科大学での乱射事件においての紙面・オンラインによる多面的な報道に対して。                                       |
| 2009 | スタッフ | ニューヨーク・タイムズ           | ニューヨーク州知事、エリオット・スピッツァーの買春疑惑を報じたことについて。スピッツアー知事は後に、知事の職を辞している。 |
| 2010 | スタッフ | シアトル・タイムズ               | コーヒーハウス銃撃事件。4人の警官が死亡し、40時間に及ぶ犯人の追跡が行われた。                                              |
| 2011 | なし     |                                  | |
| 2012 | スタッフ | ザ・タスカルーサ・ニュース       | ソーシャルメディアを併用した竜巻報道                                                                                       |
| 2013 | スタッフ | デンバー・ポスト                 | オーロラ銃乱射事件 |
| 2014 | スタッフ | ボストン・グローブ               | ボストンマラソン爆弾テロ事件                                                                                               |
| 2015 | スタッフ | シアトル・タイムズ               | 43人が死亡したワシントン州オソの地すべり事故                                                                               |